# Apache Tomcat
Apache Tomcat är en servletmotor som implementerar Servlet- och Java Server Pages (JSP)-specifikationerna från Sun Microsystems.